# 熊谷高直
熊谷 高直（くまがい たかなお）は、戦国時代から安土桃山時代の武将。毛利氏の家臣。熊谷信直の子。

## 生涯
大永7年（1527年）、安芸国の国人である熊谷信直の子として生まれる。
父同様、安芸国の戦国大名・毛利氏に仕え忠勤に励み、弘治元年（1555年）より始まる防長経略では須々万沼城攻略戦に参加した。
内政に関しても秀でていたようで、三入高松城の麓に居館である土居屋敷を築き、元亀3年（1572年）に所領にある三入八幡神社に梵鐘を寄進するなどの活動が見られる。現在、この梵鐘は広島市指定重要有形文化財となっている。
天正7年（1579年）10月26日、父に先立って死去。享年53。家督は父・信直の補佐を受けた、子の元直が跡を継いだ。